# حزقيال إسكوبار
حزقيال إسكوبار (بالإسبانية: Ezequiel Escobar)‏ هو لاعب كرة قدم أوروغواياني، ولد في 4 أبريل 1999.